# Theater für Kinder

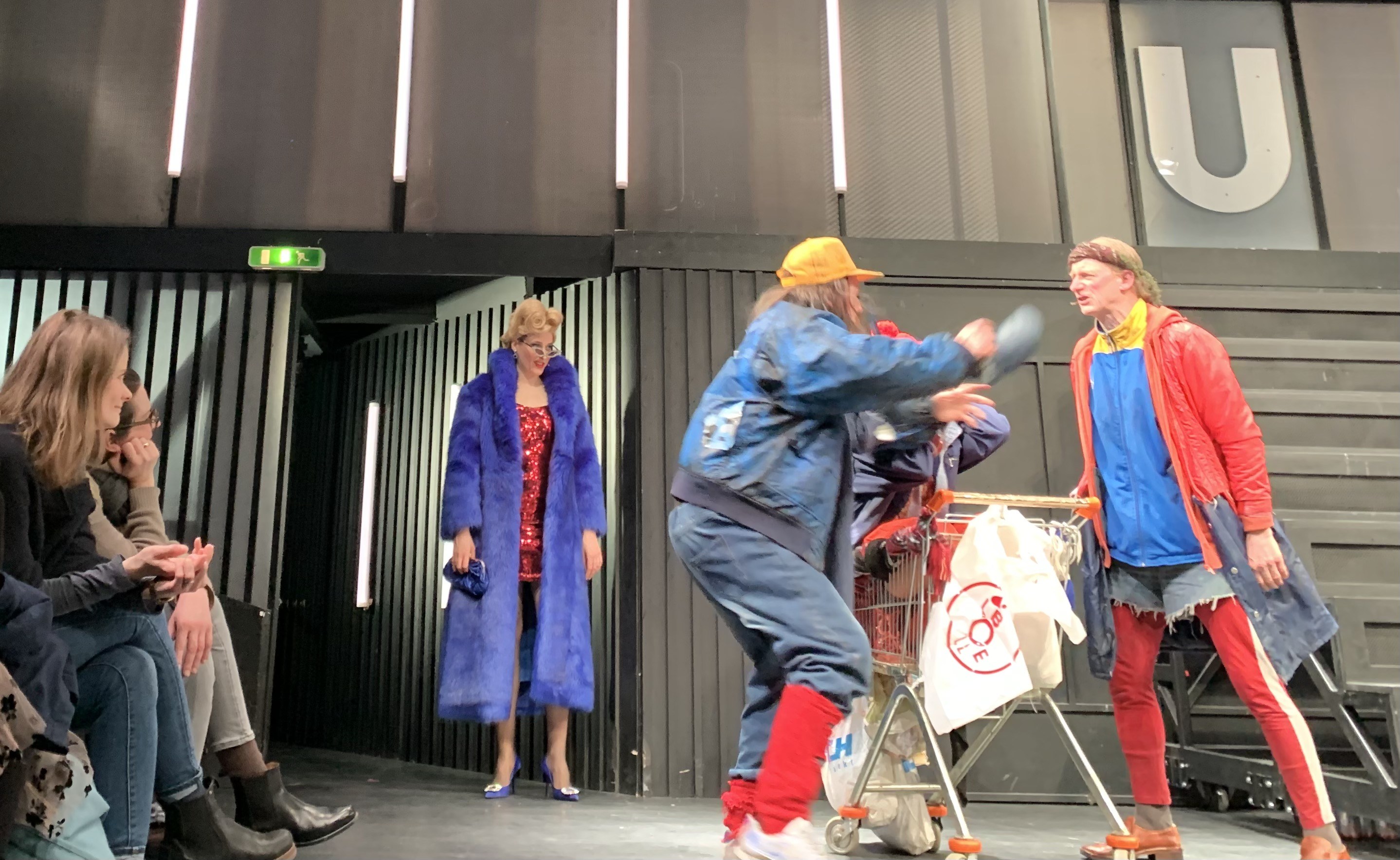
Vorstellung im Berliner GRIPS Theater, 2024

Theater für Kinder (auch Kindertheater, Kinder- und Jugendtheater oder Theater für junges Publikum) bezeichnet Theater, das vor allem für Kinder und Jugendliche gemacht und gespielt wird.

## Historische Entwicklung

### Beginn in Deutschland im 17. Jahrhundert
Theatervorführungen mit speziellen Kinderthemen reichen bis in das 17. Jahrhundert zu Christian Gryphius zurück.
Das wohl erste eigentliche Kindertheater der Welt, also einem Theater „für Kinder“ (im Publikum) mit „von Kindern“ (als wesentliche Akteure auf der Bühne) entstand 1864 in Dresden auf Betreiben von Agnes Nesmüller, der Ehefrau des Theaterdirektors Josef Ferdinand Nesmüller. Nach nur zwei Jahren musste es aus finanziellen Gründen wieder geschlossen werden.
Um die Jahrhundertwende zum 20. Jahrhundert entwickelte sich vor allem das Märchenstück, das als Weihnachtsmärchen den deutschen (Stadt-)Theatern zur Jahreswende die Kassen füllte.

### Spezialisierung in Russland und Deutschland Anfang des 20. Jahrhunderts
In den Revolutionsjahren in Russland/Sowjetunion gründete Natalia Saz ein Kindertheater – später auch ein Musiktheater für Kinder – in Moskau, das sich mit der Lebenswirklichkeit von Kindern (und anderen Menschen) beschäftigte. Die Themenauswahl unterschied sich bald auch nach Altersgruppen, so dass eine Trennung in Kindertheater und Jugendtheater erfolgte.

#### Oldenburg i.H.
1945 wurde das Theater für Kinder – Bühne Morgenstern in Oldenburg in Holstein gegründet, welches als gemeinnütziges Tourneetheater begann, an Schulen zu spielen. Diese Bühne ist somit das älteste noch bestehende Kindertheater Deutschlands.

#### Erfurt
Das heutige Kinder und Jugendtheater Die Schotte ist aus einem Kindertheater hervorgegangen, das seit 1961 im ehemaligen Pionierhaus auf dem Petersberg aktiv war und das im Jahre 1987 um die damalige Jugendbühne TI(C)K erweitert wurde. Mit dem politischen Wandel in den Jahren nach 1989 änderten sich die Bedingungen für das Kulturleben der Stadt Erfurt grundlegend. Die Mitglieder der Jugendbühne gründeten sich am 25. März 1991 als Verein und fanden in der ehemaligen Turnhalle der abgewickelten Schotten-Schule einen bespielbaren Raum, der in den Folgejahren aufwändig kernsaniert und durch einen Neubau erweitert wurde. Das langjährige Leitungsduo Renate Lichnok und Karl-Heinz Krause haben zahllose Inszenierungen mit Jugendlichen erarbeitet und aufgeführt.

#### Leipzig
Das Theater der Jungen Welt in Leipzig ist das älteste noch bestehende professionelle Kinder- und Jugendtheater Deutschlands. Am 7. November 1946 wurde das erste Stück, Erich Kästners Emil und die Detektive aufgeführt. Dieser Tag wurde in Ermangelung genauerer Daten als das Gründungsdatum des Theaters angenommen.

#### Dresden
Das heutige Theater Junge Generation (TJG, auch tjg) wurde im Oktober 1949 unter dem Namen Theater Für Kinder, Dresden, Deutsche Volksbühne gegründet und mit dem Stück Tobias Ahoi! von Marie-Louise Kendzia am 11. November 1949 gegründet, bevor es 1950 nach Dresden-Cotta zog. Am 9. März 1950 wurde das Theater in Theater der Jungen Generation umbenannt. Seit der Angliederung des Puppentheaters der Stadt Dresden 1997 ist das TJG das größte Kinder- und Jugendtheater Deutschlands. Am 16. Dezember 2016 zog es in einen Neubau im Kraftwerk Mitte.

#### Berlin
Das zweitgrößte eigenständige Kinder- und Jugendtheater ist das Theater an der Parkaue in Berlin-Lichtenberg. Unter dem Intendanten Hans Rodenberg wurde es nach dem Befehl 65 der sowjetischen Militärregierung am 16. November 1950 als Theater der Freundschaft gegründet.
Schultheater oder didaktisches Theater taucht auch bei Brecht wieder als Lehr-, Lernstück auf.
Das GRIPS-Theater in Berlin (vormals Reichskabarett) und in seiner Folge das Theater Rote Grütze erfanden Ende der 1960er-Jahre (angestoßen durch die politisch-emanzipatorische Bewegung) das sozial engagierte realistische Kindertheater, das sich in der Tradition auf Natalia Saz beruft. Aus ihm entwickelte sich das Jugendtheater.
Lange Zeit bestimmten GRIPS und Grütze und eine immer größer werdende Zahl von Kindertheatern, die in den beiden ihre Vorbilder sahen, Ästhetik und Inhalte des in der BRD agierenden Kinder- und Jugendtheaters. Stücke wie die Mugnok-Kinder (GRIPS-Theater) oder Darüber spricht man nicht und Nippes und Stulle spielen Froschkönig (Theater Rote Grütze) waren für das Kindertheater stilprägend, so wie es Das hältst du ja im Kopf nicht aus (GRIPS-Theater) und Was heißt hier Liebe? (Theater Rote Grütze) für das Jugendtheater waren.

#### Wiesbaden
1978 gründeten die beiden Studenten Otto Mayr (Schauspieler und Lehramtsstudent ) und Michael Löser (Lehramtstudent u. Schauspieler) in Erwartung ihrer sicheren Arbeitslosigkeit, wegen bestehender Lehrerschwemme, das mobile Kinder u.- Jugendtheater die „BAUSTELLE“ aus Wiesbaden. Lehrplanorientiertes Theater, jeder Zeit in die Lehrpläne einzubeziehen! Das erste mit Zielgruppe (Schülern) erarbeitete Problemstück („Das kurze Leben der Gabi X“) Thema Jugendsuizid. Das Kinderstück („Wie zähmt man einen Drachen“) Lernziel „Solidarität“ und das Jugendtheaterstück „HIGHLIFE“ zum Thema Alkohol und Jugend wurden vom Hessischen Sozialministerium finanziell gefördert! Und ebenso gefördert durch die Hess.Landeszentrale für politische Bildung! 6-10 arbeitslose Lehrer und Schauspieler, spielten für Kinder und Jugendliche, in ihren Schulen und waren fast 10 Jahre lang, mit bis zu 80-200 Vorstellungen pro Jahr, in Deutschland unterwegs! Träger war der „Verein zur Förderung des Kinder und Jugendtheaters in der BRD“!

#### Dortmund
1953 wurde das Kinder- und Jugendtheater am Theater Dortmund als eigenständige Spielstätte eröffnet. 2007 folgte hier der Bau einer Kinderoper.

#### München

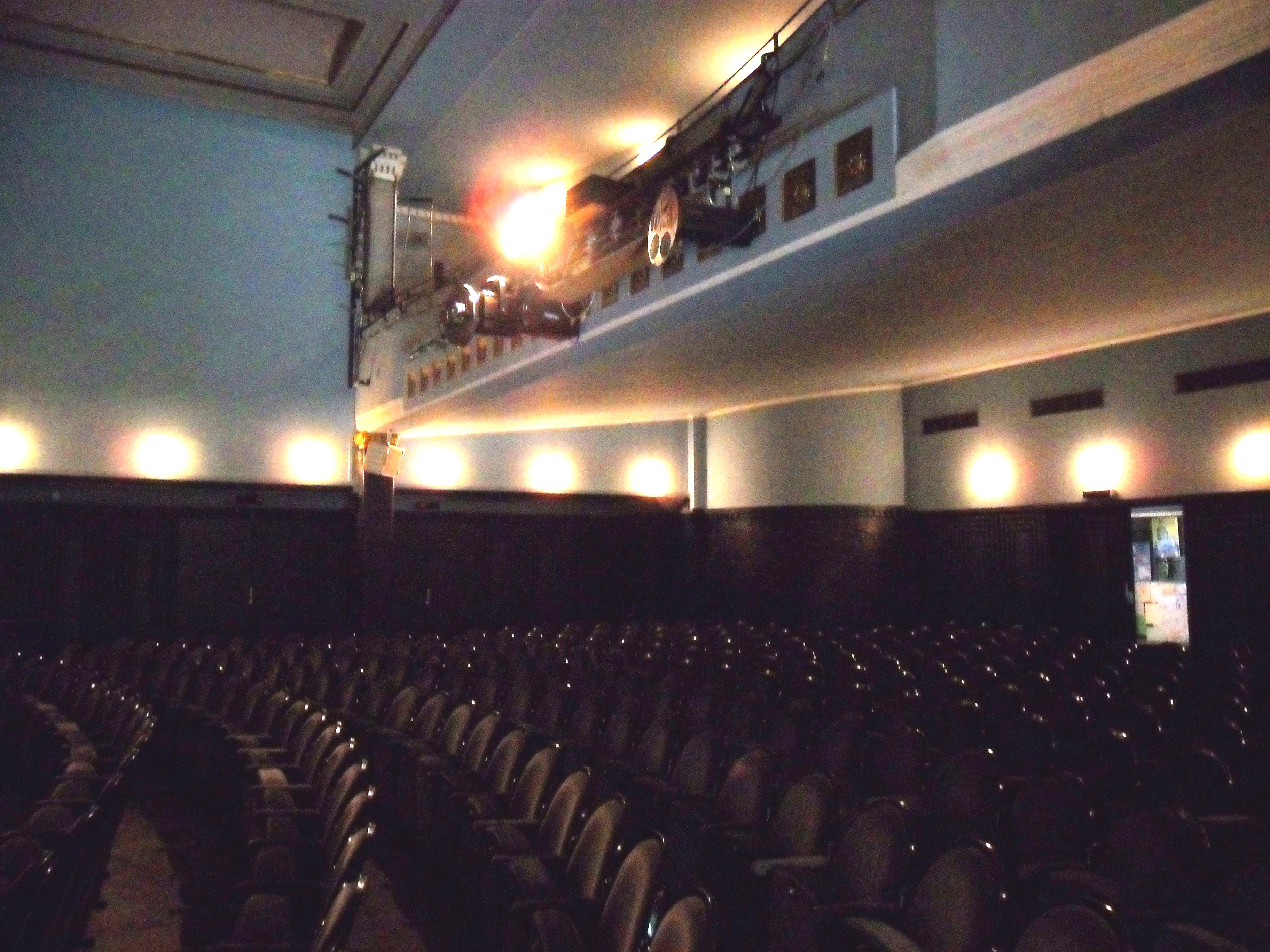
Münchner Theater für Kinder

Die Schauburg, das städtische Theater für Kinder- und Jugendtheater, wurde 1953 als „Münchner Märchenbühne“ gegründet. 1968 wurde es von der Stadt übernommen und an die Münchner Kammerspielen angegliedert.
Das Münchner Theater für Kinder wurde 1967 von Heinz Redmann als Privattheater gegründet und 2014 in eine gemeinnützige GmbH umgewandelt. Es führt jedes Jahr rund 100.000 Kinder an das Medium Theater heran.

#### Hamburg
Das 1968 von Uwe Deeken gegründete Theater für Kinder in Hamburg-Altona war Uraufführungstheater für Werke der Kinderbuchautoren wie Astrid Lindgren, Michael Ende, Otfried Preußler und Paul Maar. Mit der Uraufführung einer Bearbeitung von Mozarts Zauberflöte für Kinder 1979 und weiteren Bearbeitungen klassischer Opern für Kinder leitete das Hamburger Theater eine neue Ära der Kindertheaterkultur ein, in der bereits Grundschulkinder als kompetente Theaterbesucher ernst genommen werden.
Das Fundus-Theater wurde 1980 als Tourneetheater gegründet und bezog 1997 seinen Stammsitz in Hamburg-Eilbek, ab 2022 neue Spielstätte in Hamburg-Hamm.

#### Stuttgart
2004 wurde in Stuttgart mit dem Jungen Ensemble Stuttgart eine eigenständige Bühne für Kinder- und Jugendtheater eingerichtet, das JES ist heute eines der wenigen Theater für junges Publikum, das von Stadt und Land gefördert wird.

### Theater für Kinder in Österreich und Italien ab den 1970er-Jahren
1973 wurde das Theater des Kindes in Linz aufgebaut, welches sich zum führenden Kindertheater in Österreich entwickelte.
1995 wurde durch Birgitta Thelen als Direktorin das Next Liberty in Graz an den Vereinigten Bühnen Graz gegründet und zählt indessen seit 2001 unter Michael Schilhan mit über 65.000 Zuschauerinnen und mehr als 200 Vorstellungen pro Saison zu den 5 erfolgreichsten Kinder- und Jugendtheatern im deutschsprachigen Raum.

#### Wien
Die Wurzeln des Wiener Kindertheaters gehen bis in die 1930er Jahre zurück. 1932 gründeten der Schauspieler Stefan Wagner und der Realschuldirektor Hans Zwanzger das Theater der Jugend. 1939 wurde das Theater aufgelöst, im Oktober 1945 neu gegründet. In den 1970er Jahren gelangte es zu neuer Blüte, als das Wiener Renaissancetheater als Spielort angemietet wurde. Heutiger Leiter ist Thomas Birkmeir. Das Theater der Jugend gilt heute als das größte Kinder- und Jugendtheater Europas.
Ende der 1980er Jahre formierte sich in Wien die freie Theaterszene für junges Publikum, der ca. 40 Gruppen angehörten.
1990 gründete sich die AG Kindertheater, führte Bedarfserhebungen durch, was schließlich am 26. April 2002 in einen Beschluss des Wiener Gemeinderats über die Finanzierung und Errichtung des THEATERHAUSES für KINDER mündete. Im April 2003 wurde Stephan Rabl als künstlerischen Leiter bestellt und das Theater in THEATERHAUS für junges PUBLIKUM umbenannt. Am 1. Oktober 2004 öffnete DSCHUNGEL WIEN Theaterhaus für junges Publikum seine Türen.
Mit inzwischen über 62.000 Besucherinnen in über 550 Vorstellungen pro Saison und seit 2004 mehr als 500 verschiedenen Produktionen hat sich DSCHUNGEL WIEN zum integralen Teil der Wiener Theaterszene entwickelt.

#### Brixen
Das heutige Theaterpädagogische Zentrum Brixen (TPZ Brixen) in Südtirol ist aus dem 1990 gegründeten Kinder- und Jugendtheaterverein Theater im Regenbogen hervorgegangen.

### Theater für Kinder in der Schweiz ab den 1960er-Jahren
Ab den späten 1960er-Jahren lässt sich in der Westschweiz ein vermehrtes Engagement für modernes Kinder- und Jugendtheater bemerken, in der Deutschschweiz setzt diese Bewegung Mitte der 1970er-Jahre ein. 1967 wurde am Théâtre Populaire Romand (TPR) unter der Leitung von Charles Joris das für Jugendliche bestimmte Stück Molière et nous realisiert. Mit diesem Stück, welches eine Einführung in die Techniken von Theater am Beispiel eines Aktes von Molières Der Bürger als Edelmann gab, wurden 361 Schulklassen in der Schweiz besucht. Aufgrund der großen Resonanz entstand eine enge Zusammenarbeit mit Lehrpersonen und Schulen. Ab 1972 begann das Théâtre Populaire Romand (TPR) damit, die Theaterarbeit von Jugendlichen selbst zu unterstützen. Ebenfalls 1972 wurde in Neuchâtel die ASTEJ (Association suisse du théâtre pour l'enfance et la jeunesse), die Vorgängerorganisation von ASSITEJ, gegründet. 1968 wurde am Centre Dramatique de Lausanne (CDL) unter Charles Apothéloz ein System für Matineen und Schulen entwickelt, um die Kinder und Jugendlichen als zukünftige Zuschauende zu schulen. 1975 wurde von Claude Vallon und Catherine Desarzens das Théâtre Pour Enfants de Lausanne (TPEL) gegründet. 1974 wurde in Genf das Théâtre Am Stram Gram von Dominique Catton und Nathalie Nath gegründet mit dem innovativen Ziel, professionelles Theater für Kinder zu produzieren. Außer den Marionettes des Genève gab es zu der Zeit kein professionelles Theater für Kinder- und Jugendliche in Genf. Das Théâtre Am Stram Gram wurde durch internationale Tourneen im Kinder- und Jugendtheaterbereich bald anerkannt. Zwischen 1979 und 1983 wurden vom Theater drei internationale Festivals als Netzwerk- und Austauschplattformen veranstaltet. 1992 wurde das Nouveau Théâtre als neues Haus des Théâtre Am Stram Gram eröffnet. In der Deutschschweiz zählt das Theater Spilkischte, heute Vorstadttheater Basel, zu den Pionieren im Bereich Kinder- und Jugendtheater. Es wurde 1974 von Ruth Oswalt und Gerd Imbsweiler als erstes ganzjährig spielendes professionelles Kindertheater der Deutschschweiz gegründet und aufgrund seiner ungewöhnlichen Ästhetik und der Inszenierung komplexer Stücke für Kinder auch international wegweisend für das Kindertheater im deutschsprachigen Raum. Ruth Oswalt und Gerd Imbsweiler bzw. das Theater Spilkischte erhielten 1985 den ASTEJ-Preis für Kulturvermittlung, 1987 den Kunstpreis der Stadt Basel und 1999 den Hans-Reinhart-Ring. 2007 übernahmen Matthias Grupp und Gina Durler die Leitung des Vorstadttheaters Basel. Ebenfalls prägend für das Kinder- und Jugendtheater der Deutschschweiz war in den 1970er-Jahren die Gruppe Spatz & Co., die 1976 von Jean Grädel und Lilly Friedrich gegründet wurde. Die Gruppe orientierte sich stark am emanzipatorischen Kindertheater in der Art des Berliner GRIPS-Theaters. 1979 organisierte Spatz & Co. das erste Schweizerische Kinder- und Jugendtheatertreffen in Bremgarten, womit ein jährliches Treffen der Schweizer Kinder- und Jugendtheaterszene initiiert wurde. 1982 gründeten Urs Beeler und Susanne Meister in Schaffhausen das Chindertheater Sgaramusch, welches unter der Leitung von Urs Beeler anfangs Mitmachtheater anbot und in der Folge Klassenzimmerstücke entwickelte. 1997 übernahmen Nora Vonder Mühll und Stefan Colombo das Theater Sgaramusch und entwickelten sehr rasch eine typische Erzählform und eigene Ästhetik, mit der das Theater Sgaramusch international bekannt wurde. Heute gelten Nora Vonder Mühll und Stefan Colombo als „Global Player der Szene. Sie spielen gegen den neuen Trend zur Verniedlichung an - mit Stücken am Puls der Zeit, die virtuos mit Tonlagen und Erzählperspektiven jonglieren.“ Bekannt für seine zweisprachigen Produktionen ist das La Grenouille Theater unter der Leitung von Charlotte Huldi in Biel/Bienne, wo im Theaterhaus BIOTOP zwischen 90 und 110 Vorstellungen pro Jahr gespielt werden. Die Eigenproduktionen werden in zwei Sprachfassungen produziert und in zwei- oder mehrsprachigen Inszenierungen aufgeführt, mit denen das Ensemble auch im In- und Ausland auf Tournee geht. La Grenouille wurde mit mehreren Preisen ausgezeichnet: 2010 mit dem Kulturpreis der Stadt Biel, 2011 mit dem Förderpreis der Oertli-Stiftung für seinen innovativen Ansatz im Bereich Mehrsprachigkeit auf der Bühne, 2017 mit dem Kulturpreis des Kanton Bern, 2024 mit dem Prix du bilinguisme dans la culture 2024 des Kanton Bern, 2024 erfolgte die Nominierung von Charlotte Huldi für den prix assitej Schweiz. 2018 fand erstmals das jungspund Theaterfestival für junges Publikum St. Gallen unter der Leitung von Gabi Bernetta statt, das seither im Zweijahresrhythmus ausschließlich professionellen Kinder- und Jugendtheatertruppen aus allen Landesteilen und Sprachregionen der Schweiz eine Plattform bietet. 2024 übergab Gabi Bernetta die Leitung an Ramun Bernetta. Weitere Festivals im Kinder- und Jugendtheaterbereich sind das Jugendtheaterfestival Fanfaluca in Aarau, welches ein Festival für Theater- und Tanzgruppen mit Jugendlichen im Alter von 16 bis 26 Jahren aus allen Sprachregionen der Schweiz ist, das Festival Blickfelder in Zürich unter der Leitung von Tanja Stauffer, Andrea Kohler, Theresa Künz, das alle zwei Jahre internationale Theater- und Tanzproduktionen für ein junges Publikum zeigt und lokale Projekte zwischen Schulen und Kulturschaffenden realisiert sowie das Festival kicks! in Bern, das sich der Förderung junger Theaterschaffender im Bereich Kinder- und Jugendtheater widmet.

### Weitere Verbreitung der Theaterkultur für Kinder
Seit den 1980er-Jahren gründeten sich weitere neue Theater für Kinder, vor allem verbreiterte sich das ästhetische und inhaltliche Spektrum:
- In Frankfurt am Main gründete sich das Kinder- und Jugendtheaterzentrum der BRD.
- Neueste Errungenschaft ist die Einführung der 4. Sparte (Kinder-, Jugendtheater & Theater für junge Erwachsene) am Schauspielhaus Hamburg. Hier hat der neue Intendant Friedel Schirmer Klaus Schumacher betreut, der zuvor mehrere Jahre das MOKS in Bremen geleitet hatte. (MOKS, d. h. Modellversuch Künstler und Schule, ebenfalls ein Produkt der politisch-emanzipatorischen Bewegung der 1960er und 1970er Jahre).
- Das Berliner Kindertheater – Theater von großen Menschen für kleine Menschen e. V. (BKT) ist ein gemeinnütziger Theaterverein, der im November 1986 gegründet wurde.
- Vermehrt bieten Theater sogenannte Klassenzimmerstücke an, bei denen die Aufführung des Stücks nicht im Theater, sondern vor Ort (in einer Schule, im Klassenraum) erfolgt.
- Unzählige freie Theater produzieren ausschließlich oder zum Teil für Kinder und Jugendliche. Viele touren durch Schulen und spielen in Aulen oder Turnhallen.

Seit 1989 findet in Berlin alle zwei Jahre das Deutsche Kinder- und Jugendtheatertreffen statt.

## Formen des Kindertheaters
Es gibt im Rahmen des Kinder- und Jugendtheaters wiederum verschiedene Ausprägungen:
- Puppentheater (Marionetten oder (offen oder verdeckt gespielte) Klappmaul-Puppen)
- Menschentheater
- Mitspieltheater (Öffnung der Vierten Wand)
- Objekttheater
- Tanztheater
- Kleinstkindtheater für 1- bis 2-Jährige
- Zaubertheater
- Klassenzimmerstück
- Musiktheater
- interaktives Kindertheater
- Performancetheater

## Organisationen
- ASSITEJ
- IATA / AITA

## Fachliteratur
- Delphine Abrecht, Paola Gilardi, Andreas Klaeui, Yvonne Schmidt (Hrsg.): Theater Sgaramusch. Peter Lang, Bern u. a. 2018 (MIMOS Schweizer-Jahrbuch 80), ISBN 978-3-0343-3700-7, http://doi.org/10.3726/b14833.
- Paul Arno: Thesen zu einer emanzipatorischen Strategie des Kindertheaters, in: Ästhetik & Kommunikation. Beiträge zur politischen Erziehung. Heft 5/6. Rowohlt, Reinbek 1972, ISBN 3-498-08503-4, S. 46–49.
- Gudrun Bär: Theater für Kinder in Wien 1855–1881. Geschichte, Repertoire und Ästhetik. Wehrhahn, Hannover 2024, ISBN 978-3-9885900-7-7.
- Andrea Gronemeyer, Julia Dina Heße, Gerd Taube (Hrsg.): Kindertheater Jugendtheater. Perspektiven einer Theatersparte. Alexander, Berlin 2009, ISBN 978-3-89581-214-9.
- Andreas Härter, Beate Hochholdinger-Reiterer: Kinder- und Jugendtheater in der Schweiz. Eine Bestandsaufnahme. Alexander, Berlin 2023, ISBN 978-3-89581-601-7, https://doi.org/10.36950/itwid.2023.0
- Reclams Kindertheaterführer. 100 Stücke für eine junge Bühne. Reclam, Ditzingen 1994, ISBN 3-15-010405-X.
- Natalija Iljinitschna Saz: Novellen meines Lebens. Henschelverlag Kunst und Gesellschaft, Berlin 1986, [Natalia Saz schreibt u. a. über sich und ihr Moskauer Kindermusiktheater sowie über Begegnungen mit Otto Klemperer, Dmitri Kabalewski, Walter Felsenstein, Albert Einstein u. v. a.].
- Melchior Schedler: Kindertheater. Geschichten, Modelle, Projekte, Suhrkamp, Frankfurt am Main 1974.
- Wolfgang Schneider: Theater für Kinder und Jugendliche. Beiträge zu Theorie und Praxis. Georg Olms, Hildesheim, Zürich, New York 2012 (= 2., überarbeitete und erweiterte Ausgabe).
- Wolfgang Schneider (Hrsg.): Kinder- und Jugendtheater in der Schweiz. Dipa-Verlag, Frankfurt am Main 1994.
- Wolfgang Schneider (Hrsg.): Kinder- und Jugendtheater in Österreich. Dipa-Verlag, Frankfurt am Main 2000, ISBN 3-7638-0529-X, Inhaltsverzeichnis.
- Wolfgang Schneider, Felicitas Loewe (Hrsg.): Theater im Klassenzimmer. Wenn die Schule zur Bühne wird. Schneider-Verlag, Baltmannsweiler 2006, ISBN 3-8340-0046-9.
- Wolfgang Schneider, Anna Eitzeroth (Hrsg.): Partizipation als Programm. Wege ins Theater für Kinder und Jugendliche. transcript, Bielefeld 2017, ISBN 978-3-8376-3940-7.
- Wolfgang Schneider, Gerd Taube (Hrsg.): Das Kinder- und Jugendtheaterzentrum in der Bundesrepublik Deutschland. Begegnungsforum. Austauschplattform. Diskursort. Peter Lang, Frankfurt am Main 2015.
- Martin Vogg: Die Kunst des Kindertheaters. Analyse des künstlerischen Potentials einer dramatischen Gattung. In: Wolfgang Schneider (Hrsg.): Kinder-, Schul- und Jugendtheater. Beiträge zu Theorie und Praxis, ISSN 0723-8312, Band 9, Frankfurt 2000.